# Edistianska biskupija
Edistianska biskupija (lat. Dioecesis Edistianensis) je naslovna biskupija Katoličke Crkve. Trenutni naslovni biskup je Johannes Kreidler.
Od 1970. do 1980. biskup Pavao Žanić bio je naslovni biskup ove biskupije.